# Cerco de Tarnovo
O Cerco de Tarnovo, também Queda de Tarnovo, ocorreu na primavera de 1393 e terminou numa vitória decisiva para o Império Otomano, pois, com a queda de sua capital, o Império Búlgaro foi reduzido a uma poucas fortalezas ao longo do Danúbio.

## Cerco
Tarnovo era a maior e mais importante das cidades búlgaras, em tamanho, tesouros e fortificações, algumas naturais e outras, artificiais. Por isso, foi o primeiro alvo das forças turcas na guerra contra a Bulgária.
Na primavera de 1393, Bajazeto I reuniu suas tropas da Ásia Menor, cruzou o Helesponto e se juntou ao exército ocidental, que, nesta altura, provavelmente incluía alguns governantes cristãos da Macedônia. Ele encarregou o comando da imensa força ao seu filho, Solimão, o Cavalheiro, e ordenou-lhe que partisse para Tarnovo. Rapidamente a cidade foi cercada e os turcos ameaçaram a população com fogo e morte se não se rendessem.
A população resistiu, mas acabou se rendendo após um cerco de três meses após um ataque vindo da direção de Tsarevets em 17 de julho de 1393. A "Igreja da Ascensão", sede do Patriarcado da Bulgária, foi imediatamente transformada numa mesquita, enquanto que as demais igrejas seguiram o mesmo caminho ou foram transformadas em banhos ou estábulos. Todos os palácios e igrejas de Trapezitsa foram queimados e arrasados, o mesmo destino do palácio do tsar em Tsarevets, do qual somente as paredes e as torres ainda existiam no século XVII.
Na ausência do czar João Sismanes, que estava liderando o que restava de suas tropas para a fortaleza de Nicópolis, o principal líder búlgaro na cidade foi o patriarca Eutímio (Evtimiy). Ele foi até o acampamento turco com a intenção de persuadir o comandante turco, que, apesar de ter ouvido educadamente às demandas do patriarca, cumpriu pouco do que prometeu depois da conquista.
Çelebi deixou a cidade depois de nomear um comandante local. O novo governador reuniu todos os cidadãos eminentes e os boiardos da cidade sob um falso pretexto e os matou todos. De acordo com a lenda, Eutímio foi sentenciado à morte, mas se salvou no último minuto por um milagre.

## Consequências
Posteriormente, os demais cidadãos importantes foram exilados para a Ásia Menor e seus traços históricos se perderam. O patriarca foi também exilado, mas para a Trácia, onde morreu e, posteriormente, foi canonizado como santo nacional por seu povo.
Os cidadãos que ficaram na cidade testemunharam o que foi descrito por fontes contemporâneas como "uma completa devastação da cidade". Colonos turcos ocuparam Tsarevets, que passou a se chamar Hisar. Os discípulos de Eutímio se dispersaram para a Rússia e para a Sérvia, levando consigo os livros búlgaros da mesma forma que fariam os gregos cultos anos depois com os antigos clássicos levados de Constantinopla. Muitos comerciantes e boiardos se converteram ao islamismo e a famosa Igreja dos Quarenta Santos Mártires, construída por João Asen II, um pouco danificada pela batalha, foi convertida numa mesquita.
A queda de Tarnovo e o exílio do patriarca Eutímio marcam a destruição da igreja nacional búlgara. Ainda em 1394, o patriarca de Constantinopla nomeou o metropolita da Moldávia como responsável pelos fiéis de Tarnovo, para onde ele se mudou no ano seguinte. Em 1402, a cidade conseguiu ter novamente seu próprio metropolita, subordinado ao patriarca de Constantinopla. Desta forma, enquanto o estado búlgaro caiu sob o domínio otomano, sua igreja foi dominada pela grega.